# Памятный знак на месте формирования Корюковского партизанского отряда
Памятный знак на месте формирования Корюковского партизанского отряда — памятник истории местного значения в Корюковке. 

## История
Решением исполкома Черниговского областного совета народных депутатов трудящихся от 31.05.1971 № 286 присвоен статус памятник истории местного значения с охранным № 3343 под названием Памятный знак на месте формирования Корюковского партизанского отряда имени Сталина в августе 1941 года.

## Описание
В сентябре — декабре 1941 года тут дислоцировался Корюковский партизанский отряд имени Сталина под командованием Фёдора Ивановича Короткова, который 18 октября 1941 года вошёл в состав Черниговского областного партизанского отряда.
Памятный знак установлен в 1975 году на опушке на территории бывшего хутора Нежинец Андроницкого лесничества — северо-западная окраина Корюковки. Памятный знак представляет из себя стелу, на которой помещена мраморная доска с памятной надписью.